# Corbeta rusa Samum
El Samum (antiguo MRK-17) es una corbeta de la clase Bora de la Armada soviética y más tarde de la Armada rusa. En la clasificación soviética y posterior rusa, se considera un "pequeño barco de misiles" (ruso : малый ракетный корабль, МРК). Como el resto de la clase, es una nave de combate de superficie armada con misiles antibuque.

## Historial de servicio
El MRK-17 se instaló en septiembre de 1991 y se botó el 12 de octubre de 1992 en el Astillero AM Gorky, Zelenodolsk, y entró en servicio en la Flota del Báltico el 26 de febrero de 2000.
El 19 de marzo de 1992, el barco pasó a llamarse Samum, en honor a la palabra rusa para el viento simún del desierto.
El 25 de julio de 2002, el Samum fue incorporado a la Flota del Mar Negro.
El 14 de septiembre de 2023, mientras estaba estacionado en Sebastopol durante la invasión rusa de Ucrania, el barco fue blanco de un ataque con drones marítimos por parte de Ucrania. Según fuentes de los servicios secretos ucranianos, el barco fue remolcado posteriormente debido a "daños importantes" en un costado. El Ministerio de Defensa de Rusia afirmó, sin embargo, que el ataque fue repelido.